# サンタクルス島

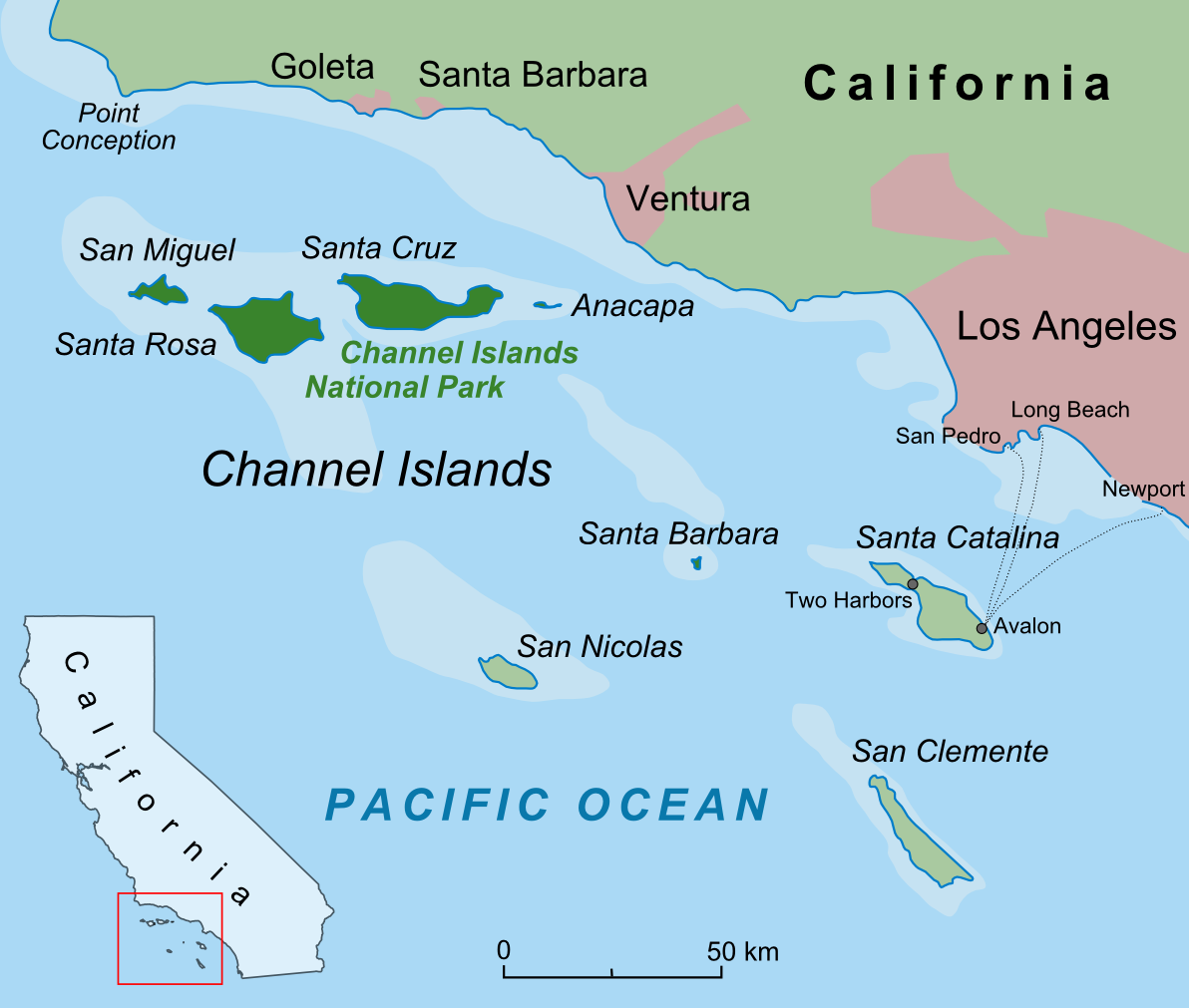
チャンネル諸島の地図

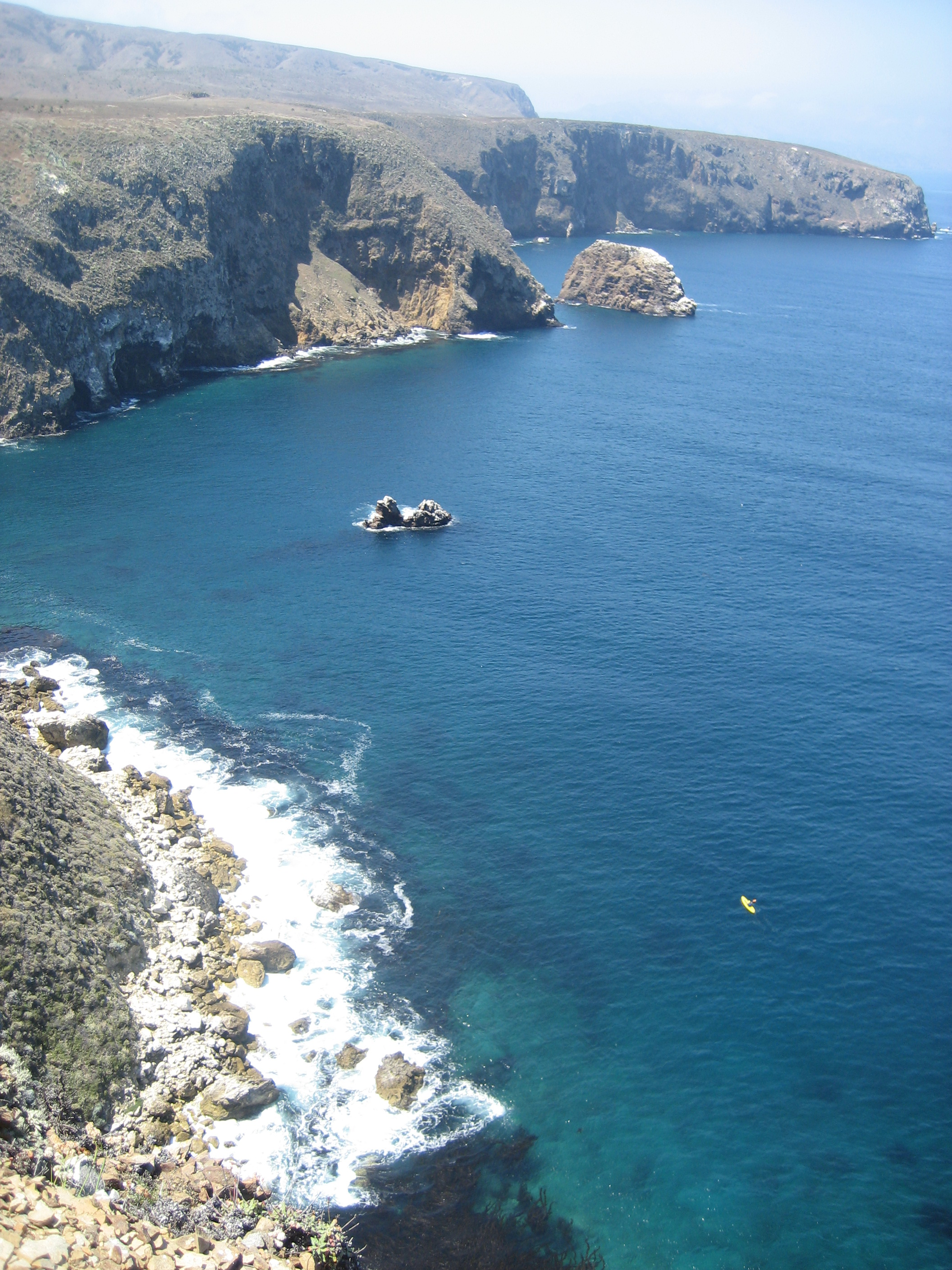
8月のサンタクルス島北海岸

サンタクルス島（サンタクルスとう、英: Santa Cruz Island）は、アメリカ合衆国カリフォルニア州沖にあるチャンネル諸島の島である。東西方向の長さ22マイル (35 km)、南北方向の幅2ないし6マイル (3.2 - 9.7 km)、広さは 61,764.6 エーカー (249.952 km2) あり、チャンネル諸島8島の中で最大である。本土のサンタバーバラ郡に属し、その沖合にある諸島北部の連なりの中に位置している。海岸線には険しい崖、巨大な海蝕洞、入り江、砂浜が並ぶ。国の機関であるアメリカ合衆国国立公園局が土地の24%を所有し、民間の自然管理委員会がのこり76%を所有している。アメリカ合衆国国勢調査局はこの島をサンタバーバラ郡国勢統計区29.10、ブロックグループ3、ブロック3000に指定しているが、2000年国勢調査での人口は2人だった。島内最高地点は2,450フィート (747 m) 以上あるデビルズピークである。
島の中央、東西方向にサンタクルス島断層に沿って谷があり、その北側は火山岩、南側は古い堆積岩がある。
アイランドアメリカカケスやシマハイイロギツネなど、地球上の他では見られない生物種が生息している。

## 歴史

### 古代
考古学調査に拠れば、サンタクルス島には少なくとも9000年前から人が住んでいた。チュマシュ語で「リムー」（海の場所）あるいは「ミチュマシュ」と呼ばれた。島に住んだチュマシュ族インディアンは、海洋から得られる産物、特化された工作物、本土の人々との交易に頼る、高度に複雑な社会を作り上げた。サンタクルス島チュマシュ族は通貨として使った貝のビーズを作っており、それが経済の重要な部分を占めた。16世紀から17世紀初期まで、ヨーロッパ人との接触も無かった。カリフォルニア海岸を初めて探検したとされているフアン・ロドリゲス・カブリリョが、少なくとも6つの集落を見つけたが、岸には上がらなかった。カブリリョはこの島を「サンルーカス」と名付けた。
1602年、セバスティアン・ビスカイノが、スペインとしては最後のカリフォルニア遠征隊を率いた。その作成した地図には「アイラ・デ・ゲンテ・バーブダ」（顎髭を生やした人の島）と記されていた。1602年から1769年の間にヨーロッパ人が接触した記録は無い。1769年には、ドン・ガスパル・デ・ポルトラの海陸遠征隊がサンタクルス島に立ち寄った。この隊にはフアン・ゴンザレス・ビスケイノとフランシスコ・パロウ両神父が同行していた。パロウ神父は、ビスケイノ神父がサンタクルス島のザザスの村を訪れたことについて、宣教師達が岸に上がると「その未開人に温かく迎えられ、魚を送られた。その見返りにインディアンにはビーズの連なり数本が渡された」と記している。この島は人口の多いチュマシュ族に奉仕するカトリック伝道所を設立する場所として検討された。1782年、海峡の向かい側本土にサンブエナベンチュラ伝道所が設立されると、サンタクルス島チュマシュ族の間でも緩り改宗が始まった。1822年チュマシュ族の最後の者が島を離れて本土に移った。
1821年にメキシコがスペインから独立すると、メキシコ政府はカリフォルニアに対する支配を主張した。メキシコ人の存在を増すために、多くの地域に受刑者を送り込み始めた。サンタバーバラにも40人ほどとの受刑者が送られ、そのままサンタクルス島に送られた。彼等は現在プリズナーズハーバーと呼ばれる場所に短期間住んでいた。

### メキシコの土地払い下げ
1839年メキシコのカリフォルニア知事フアン・アルバラドがサンタクルス島を副官のアンドレス・カスティレリョ船長に払い下げた。1850年、カリフォルニアがアメリカ合衆国の州になったとき、アメリカ合衆国政府はグアダルーペ・イダルゴ条約を通じて、以前にスペインやメキシコ政府から払い下げられた土地を、公有地委員会の裁量下に置くよう要求した。1852年、公有地委員会に土地登記が申請され、アメリカ合衆国最高裁判所によって確認され、1867年にアンドレス・カスティレリョに特許が降りた。12年間というもの、サンタクルス島のカスティレリョの土地は、それが売却された後であっても、紛争の対照にされていた。カスティレリョが所有している間に、イギリス人の医者ジェイムズ・B・ショー博士が土地のマネジャーを務めた。1855年までに島では初の牧場家屋を建設し、島に初めてフランスのメリノ種ヒツジを導入したと見なされている。

### 牧場

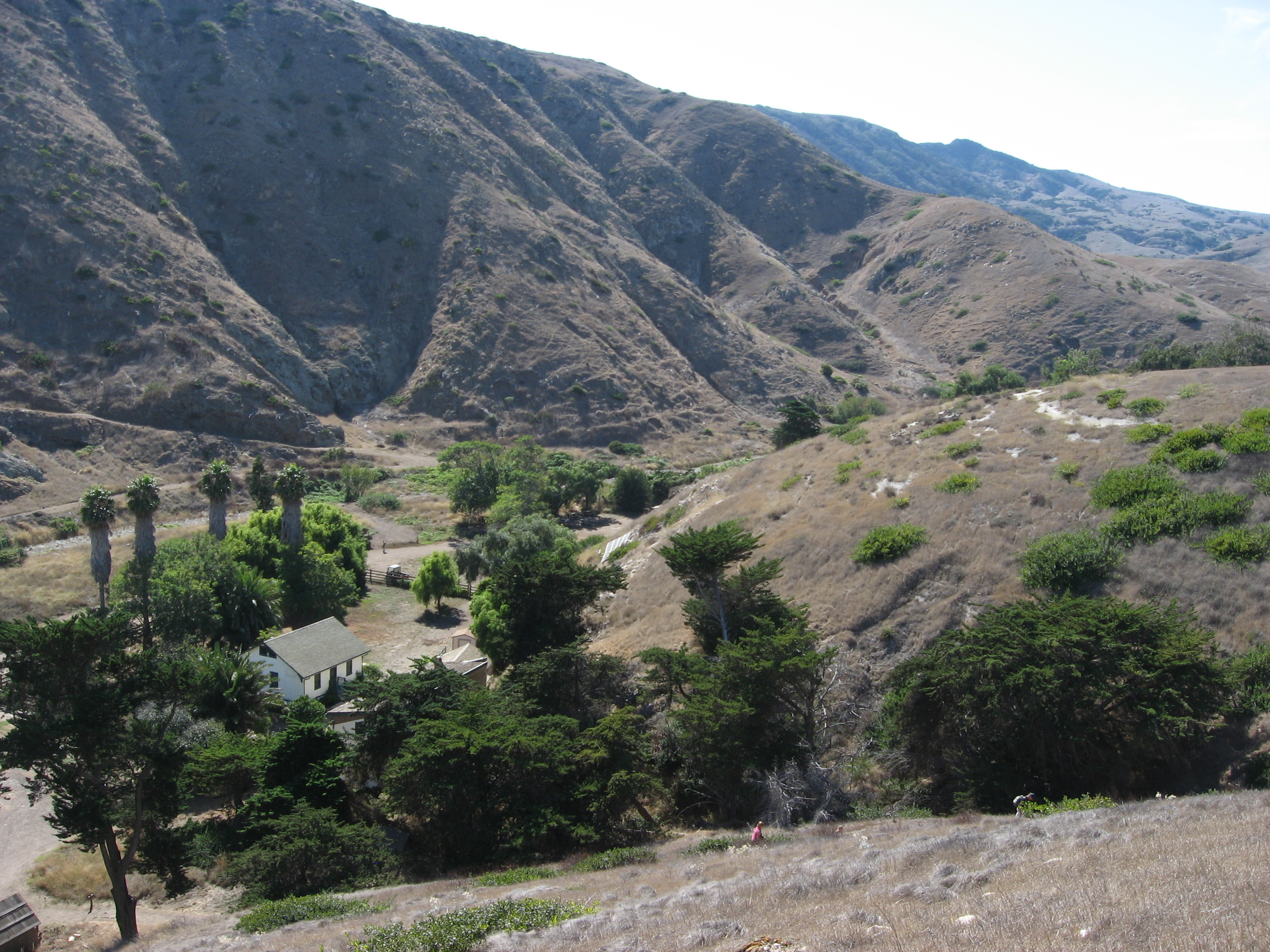
スコーピオン牧場、2009年

1857年、カスティレリョはサンフランシスコの実業家で、バーロン・フォーブス・アンド・カンパニーの共同所有者であるウィリアム・バーロンに島を売却した。バーロンが島を所有した12年間、ショー博士が監督官として管理し続け、バーロンからカスティレリョの時代に始まったヒツジ牧場の運営を拡大するよう依頼された。南北戦争によって毛糸に対する需要が著しく上がり、1864年までにサンタクルス島の丘と谷で24,000頭のヒツジが放牧された。
ショーがサンタクルス島を離れた1869年には、この島のヒツジ牧場は良く知られたものになっていた。牛、馬、ヒツジを輸入し、プリズナーズハーバーにはカリフォルニア州海岸で最初期の桟橋を建設していた。自分と雇員のために家と囲いを建設し、道路体系を整備した。蒸気船でサンフランシスコまでヒツジを輸送した最初の牧場主であり、1頭30ドルほどで売れた。バーロンが1869年に島をサンフランシスコの投資家10人に15万ドルで売却すると、ショーは島を離れてサンフランシスコとロスアラモスに移り、放牧を続けた。当時サンタクルス島の牧場から上がる利益は5万ドルはあったと見られている。
投資家の1人ジャスティニアン・ケアはフランスからの移民であり、鉱山師に機械を売って成功したサンフランシスコの金物会社の設立者だった。1869年に自分と仲間で設立したサンタクルス島会社について、1880年代後半までにケアは全株式を取得した。その息子達が牧畜とワイン醸造を継続し、島の牧場産業は1897年にケアが死んだ後も長く続いた。
1910年、ケアの2人の結婚した娘が、その母と4人の兄弟を相手取って、広く複雑な訴訟を起こした。その結果、島は分割され、1937年にはその大半が売却されることになった。義理の関係にあるアンブローズ・ゲリニが指導した法的手続きを唆していた訴訟当事者は、島の東端、6,000エーカー (24 km2) を所有しており、そこでヒツジの放牧を続けていた。1937年、その訴訟費用を払うためにケアの子孫の大半は残っていた島の土地の90%をロサンゼルスの石油業者エドウィン・スタントンに売却することを強いられた。
エドウィン・スタントンがサンタクルス島の大半を購入したことで、島の農業生産物に変革が生じた。スタントンは短期間ヒツジの放牧を続けようとした後に、牛肉の生産に切り換えることにした。当時カリフォルニア州の牛肉産業は急速に成長しており、中でもサンタバーバラ郡は州内で10指に入る郡だった。
サンタクルス島のエドウィン・スタントンの牧場は牛の放牧への転換を反映する大きな変化が起きた。ケアの時代から続く19世紀の構造の大半を持続しながら、スタントンは牛の放牧に合わせるために幾つかの建物を建設した。中でも著名なのが地峡部にあるランチョ・デル・ノルトだった。牧場のフェンスや囲いは牛に合わせて変えられ、水やりをするために広範な水道が追加された。
ケアの遺産を分割する訴訟に成功したケアの2人の娘の子孫、ゲリニ家は1984年まで島の東端でヒツジの放牧を続け、その拠点としてスコーピオン牧場を使っていた。彼等は住民であるマネジャーや労働者と共に島を管理し、羊毛刈りや夏の間には家族として働くことも多かった。1970年代から1980年代に生産量が落ち、離島での牧場運営費が高騰した。1980年にゲリニ家と連邦政府の間で長たらしい訴訟が始まった。この年、チャンネル諸島の北部は国立公園に指定され、アメリカ合衆国議会は家族に残されていた土地の買収を承認した。しかし、ゲリニ家の者が土地の適正な価格と考えるものを連邦政府に支払わせるために、売却協定は16年間も棚上げされたままになった。1990年代初期、政府はフランシス・ゲリニの3兄弟分を1つ約400万ドルで購入できた。しかし元オックスナードの弁護士が、他の土地はあまりに安すぎると主張し続けた。6,264エーカー (25.35 km2) の牧場の持ち分25%を維持し、国立公園局の持ち分は75%となり、実質的に国立公園化を妨げた。交渉が数年間続いた後の1996年11月、政府は未払い利息200万ドルを含む1,400万ドルでゲリニ家と手を打ち、公園を公開する道を付けた。
1964年にエドウィン・スタントンが死亡し、その未亡人と息子のキャリーはサンタクルス島会社を再度法人化して島での牛の放牧を続けた。キャリー・スタントンは1987年に牧場で思いがけなく死に、メインランチのある島の礼拝場庭の家族墓地に埋葬された。その不動産は、キャリー・スタントンが非営利組織と共に設立していた合意により自然管理委員会に渡された。自然管理委員会は直ぐに牛の放牧を清算し、島の牧場時代を終わらせた。

### 他の用途
サンタクルス島はラッコ狩人、漁師、密輸業者の基地である。チャンネル諸島は密輸業者や密造酒輸入者に便利だが孤立した隠れ家として機能し、商品の貯蔵もできた。現在も密輸入者の洞穴と呼ばれる場所がある。
ジョージ・ナイドバーは1835年から1836年の冬にサンタクルス島でラッコ狩りしたときのことを回想していた。サンタロサ島のベースキャンプからナイドバーと他の2人で1シーズンに60の生皮を得た。漁師はこの島で宿営し、通り過ぎる船の商品と魚を取引した。
アメリカ合衆国軍隊も第二次世界大戦のときにサンタクルス島を使い始め、島に戦略的施設を建設して維持した。チャンネル諸島の他の島と同様、敵の飛行機や艦船を監視するために早期警戒基地として使われた。冷戦時代、太平洋ミサイル試射場の一部として通信施設が建設された。この基地は1950年代や1960年代の水準ほどではないが、今も使われている。

### 国立公園局と自然管理委員会の保存

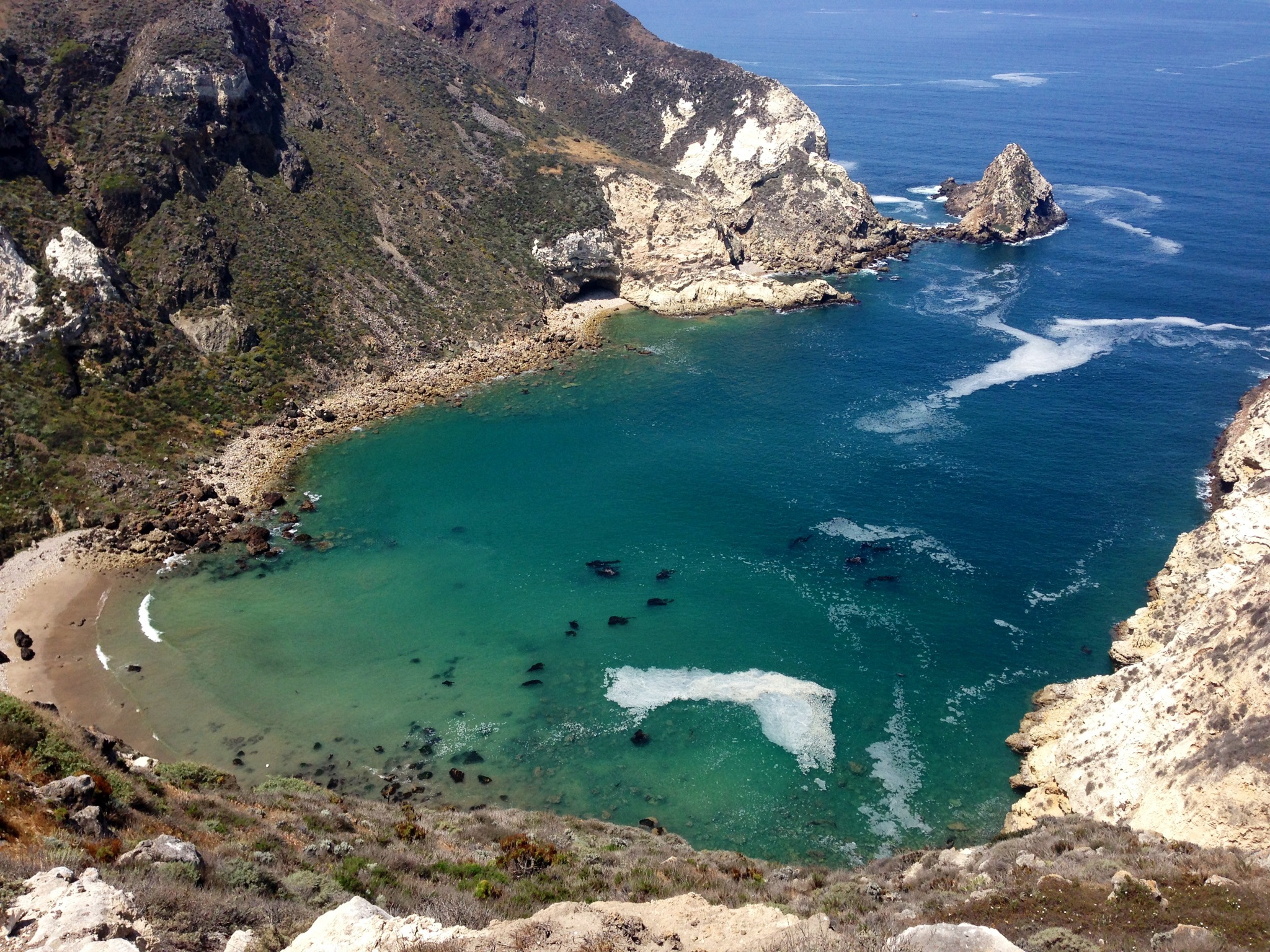
ポテト・ハーバー

1936年、ケア家が州または連邦政府の公園として使うためにカリフォルニア州に島の90%を75万ドルで提供すると提案したとされている。この提案は実現せず、土地はエドウィン・スタントンに売却された。スタントンの息子と遺産相続者は島を政府に購入して貰うことに興味を持たなかった。自然管理委員会と協定を結ぶことでそのような事態を避けた。土地はその死のときに委員会に渡った。サンタクルス島はチャネル諸島国立公園の領域内に入るが、島の委員会が所有する部分は公園に属していない。委員会から国立公園局へ8,500エーカー (34 km2) の土地の譲渡が2000年に完了した。
チャネル諸島国立公園はサンタクルス島の約24%を所有し、運営している。残りは自然管理委員会、カリフォルニア大学現地調査所、サンタクルス島財団を含む組織の組み合わせで管理されている。

## 野生動物、植物、気候

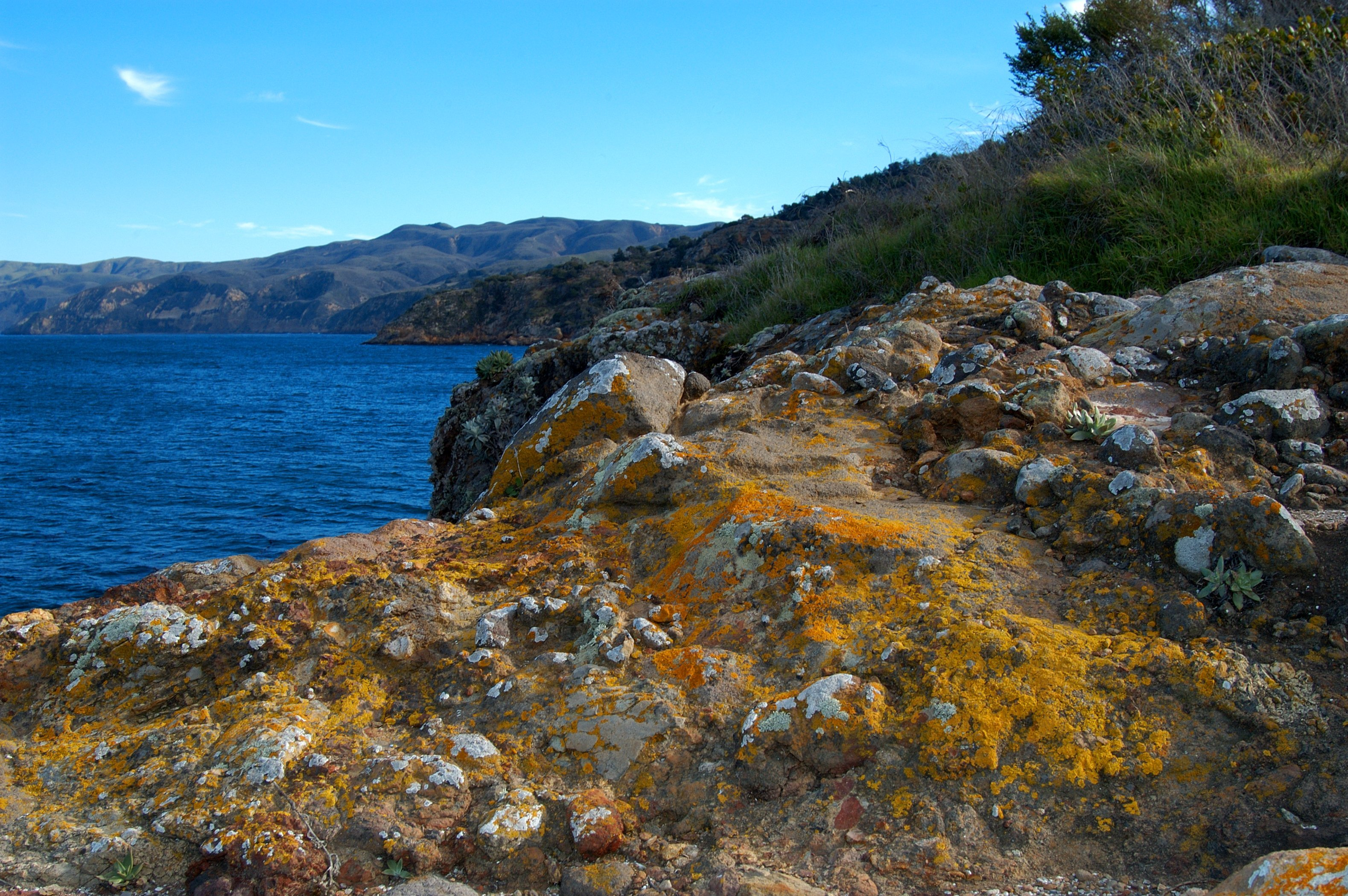
サンタクルス島の崖にある岩を覆う地衣類

サンタクルス島で見られる外来種には次のものが見られる。
- イヌワシ（侵入種）、在来のハクトウワシを追い出し、シマハイイロギツネを絶滅危惧種に追い込んだ
- ウイキョウ（導入種）、シマハイイロギツネを隠す機能があるが、野生豚の飼料になっている
- 野生豚（導入種）、在来種のシマハイイロギツネを駆逐した
- サンタクルス・シープ

在来種には次のものが見られる。
- アイランドアメリカカケス（英語版）
- ホフマンのロックレス、サンタクルス島とサンタロサ島でのみ生育すると知られている[10]
- アイランド・マンザニータ[11]と白髪マンザニータ[12]、サンタクルス島固有種である
- アイランド・フェンストカゲ[13]、チャンネル諸島固有種[14]

サンタクルス島の在来植物群落としては、シャパラル、オーク樹林、ビショップ松林、草原、海岸セージ群落がある。ヒツジの放牧が行われた所では在来植物が損傷され、地域によって浸食が問題になってきた。野生のヒツジや豚を除去してから、在来植物群落が緩り回復している。

### 気候
気候は海洋性の温和さがあり、霜は希であり、雪は高山の斜面でたまに降る以外ほとんど見られない。降水量は海岸線で15インチ (380 mm)、高山斜面で20インチ (500 mm) と変化している。雨の多くは11月から3月の間に降る。夏は乾燥するが、雲に覆われることが多く、海岸霧で冷涼になる。
| サンタクルス島の気候      | サンタクルス島の気候 | サンタクルス島の気候 | サンタクルス島の気候 | サンタクルス島の気候 | サンタクルス島の気候 | サンタクルス島の気候 | サンタクルス島の気候 | サンタクルス島の気候 | サンタクルス島の気候 | サンタクルス島の気候 | サンタクルス島の気候 | サンタクルス島の気候 | サンタクルス島の気候 |
| 月                        | 1月                  | 2月                  | 3月                  | 4月                  | 5月                  | 6月                  | 7月                  | 8月                  | 9月                  | 10月                 | 11月                 | 12月                 | 年                   |
| ------------------------- | -------------------- | -------------------- | -------------------- | -------------------- | -------------------- | -------------------- | -------------------- | -------------------- | -------------------- | -------------------- | -------------------- | -------------------- | -------------------- |
| 最高気温記録 °C （°F）    | 30 (86)              | 30 (86)              | 34 (94)              | 36 (96)              | 38 (101)             | 43 (109)             | 43 (109)             | 41 (105)             | 40 (104)             | 39 (103)             | 36 (97)              | 32 (89)              | 43 (109)             |
| 平均最高気温 °C （°F）    | 18 (64)              | 18 (64)              | 18 (65)              | 19 (67)              | 21 (69)              | 22 (71)              | 23 (73)              | 23 (74)              | 23 (74)              | 22 (72)              | 20 (68)              | 18 (64)              | 21 (69)              |
| 日平均気温 °C （°F）      | 12 (53)              | 12 (54)              | 13 (56)              | 14 (58)              | 16 (60)              | 17 (63)              | 19 (66)              | 19 (66)              | 18 (65)              | 17 (62)              | 13 (56)              | 11 (52)              | 15 (59)              |
| 平均最低気温 °C （°F）    | 5 (41)               | 7 (44)               | 8 (46)               | 9 (48)               | 11 (51)              | 12 (54)              | 14 (58)              | 14 (58)              | 13 (56)              | 11 (51)              | 7 (44)               | 4 (40)               | 9 (49)               |
| 最低気温記録 °C （°F）    | −4 (24)              | −4 (25)              | −1 (30)              | 1 (33)               | 3 (38)               | 5 (41)               | 7 (45)               | 6 (43)               | 6 (42)               | −1 (31)              | −1 (30)              | −7 (20)              | −7 (20)              |
| 降水量 mm （inch）        | 89 (3.5)             | 104 (4.1)            | 81 (3.2)             | 25 (1.0)             | 8 (0.3)              | 3 (0.1)              | 0 (0)                | 3 (0.1)              | 8 (0.3)              | 20 (0.8)             | 41 (1.6)             | 74 (2.9)             | 460 (18)             |
| 出典：The Weather Channel |                      |                      |                      |                      |                      |                      |                      |                      |                      |                      |                      |                      |                      |

## ハクトウワシの再導入

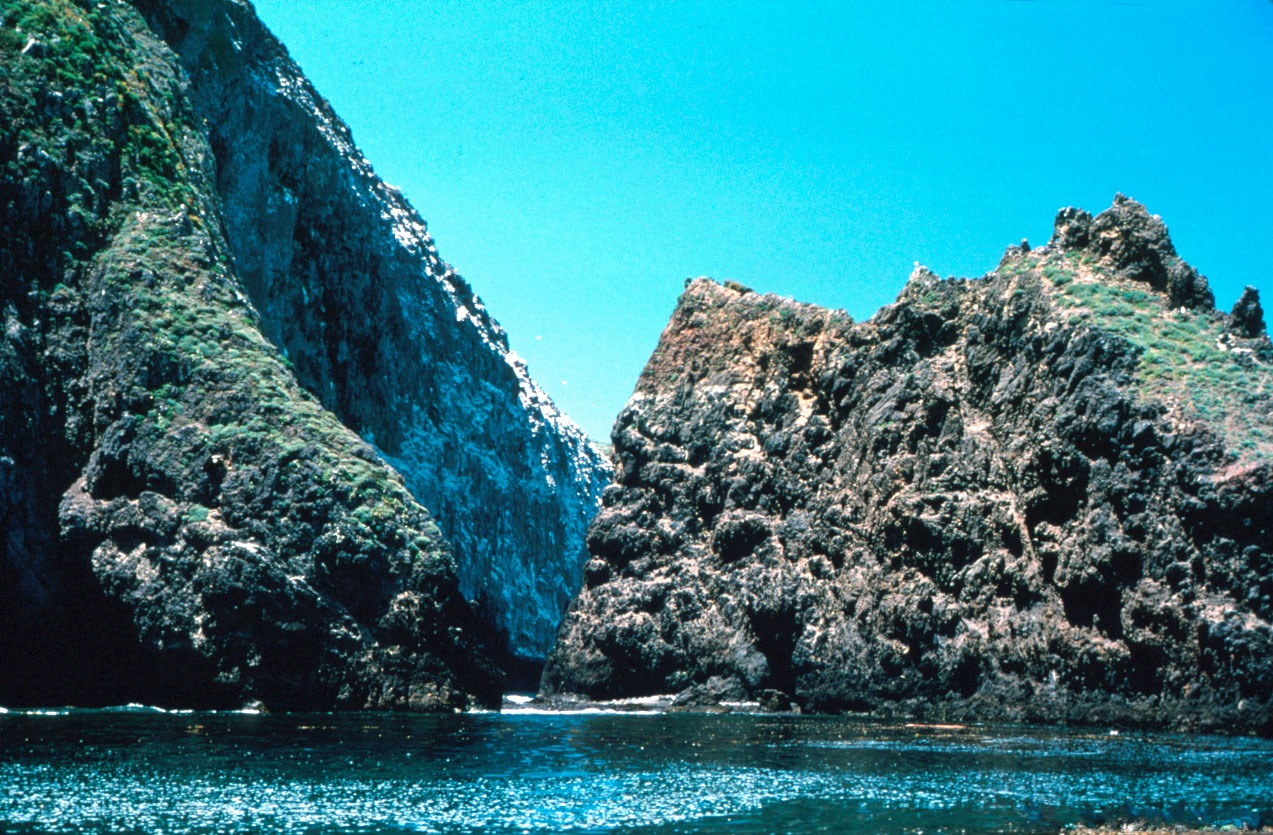
サンタクルス島の海岸

ハクトウワシはかつてカリフォルニアのチャンネル諸島に多く生息した。DDTによって卵殻が薄くなったことなどの要因により、チャンネル諸島北部でハクトウワシが巣作りした最後の機会は1949年だった。1960年代までに諸島のどこでもハクトウワシが見られなくなった。
野生生物研究所が2002年に、チャンネル諸島にハクトウワシを再導入する計画を始めた。これは、カリフォルニアのモントローズ・ケミカルがサンタカタリナ島近くの大洋に捨てた多くのDDTから、長引く影響を扱うために2,500万ドルの基金が作られたものを元にしている。2002年からサンタクルス島で46羽の若いハクトウワシが放鳥された。2006年3月17日、研究所の野生生物学者が、サンタクルス島で50年ぶりに雛が孵ったと報告した。
2007年4月、自然管理委員会が別の孵化を報告した。雛は2007年4月13日に孵った。

## 交通
サンタクルス島には滑走路が幾つかある
- サンタクルス島空港 (KSZN)、滑走路長2,100 ft (640 m)、方向9/27、位置座標 北緯34度03分38秒 西経119度54分55秒 / 北緯34.06056度 西経119.91528度.[19]
- クリスティ滑走路 (CA97) 、長さ2,500 ft (760 m)、方向9/27、位置座標 北緯34度01分07秒 西経119度51分07秒 / 北緯34.01861度 西経119.85194度.[20]
- 名称不明の滑走路 北緯33度59分21秒 西経119度40分50秒 / 北緯33.98917度 西経119.68056度 、未舗装滑走路長さ 2,100 ft (640 m)